# Riverside (zeneszám)
A Riverside egy electro house stílusú szám, a holland Sidney Samson munkája.
A számban hallható "Riverside, motherfucker" mondat Tupac Shakurtól ered, a Juice című filmből. A számot gyakran cenzúrázzák a főműsoridőben, hogy eleget tegyenek az egyes országok médiaszabályozásainak.
Egy vokállal mixelt változatot is kihoztak a számból Wizard Sleeve közreműködésével, melyet az Egyesült Királyságban adtak ki, 2010. január 4-én, Riverside (Let's Go!) címmel.
Számos rádióállomás, mint például a BBC Radio 1 is felvette a "Riverside"-ot a játszási listáira, s 2009 decemberében és 2010 januárjában sok alkalommal játszották le a számot a kislemez kiadásának előkészítésére.

## Ranglisták
| Ranglista (2009/10)                   | Legjobb helyezés |
| Eredeti változat                      | Eredeti változat |
| ------------------------------------- | ---------------- |
| Ausztráliai kislemez-ranglista        | 9                |
| Belga kislemez-ranglista              | 1                |
| Holland kislemez-ranglista            | 8                |
| 2010-es remix Wizard Sleeve-vel       |                  |
| Dán kislemez-ranglista                | 1                |
| Dán dance-ranglista                   | 1                |
| Ír kislemez-ranglista                 | 1                |
| Egyesült Királyság dance-ranglista    | 1                |
| Egyesült Királyság kislemez-ranglista | 2                |

### Év végi ranglisták
| Ranglista(2010)                | Helyezés |
| ------------------------------ | -------- |
| Egyesült Királyság: kislemezek | 38       |

## Videóklip
A 2009. májusában kiadott klipben két gyermek szerepel, akiket felbérelt a "Keresztapa", hogy gyűjtsenek be egy csomó nyalókát két nőtől.  A nyalókák leszállítása után a "Keresztapa" elkezdi kergetni a fiatalabb gyereket az utcán, míg az "Riverside" feliratú matricát ragaszt mindenre, még a zeneszerzőre, Sidney-re is. A videó végén a "Keresztapát" elüti egy Hummer. (A filmet a hollandiai Arnhem városában forgatták.)
A Wizard Sleeve változathoz is leforgattak egy videóklipet, melyet James Copeman rendezett.

## Marketing
Az egyesült királyságbeli digitális kampány részeként a Ministry of Sound (egy nagyhírű szórakozóhely és kiadó Londonban) megbízásából a We Are Shift F7 ügynökség elkészítette a Riverside Yourself nevű vírusmarketing-kampányát.

## Megjelenés
| Terület            | Dátum             | Megjelenési forma | Kiadó          |
| ------------------ | ----------------- | ----------------- | -------------- |
| Hollandia          | 2009. február 18. | CD kislemez       | Sneakerz Muzik |
| Hollandia          | 2009. március 6.  | Rádió mix         | Sneakerz Muzik |
| Hollandia          | 2009. március 23. | Remixek           | Sneakerz Muzik |
| Ausztrália         | 2009. május 15.   | CD kislemez       | Neon Records   |
| Ausztrália         | 2009. május 15.   | Remixek           | Neon Records   |
| Egyesült Királyság | 2010. január 3.   | Digital Download  | Data Records   |
| Egyesült Királyság | 2010. január 3.   | Remixek           | Data Records   |
| Egyesült Királyság | 2010. január 4.   | CD kislemez       | Data Records   |

## Külső hivatkozások
- A Riverside hivatalos YouTube videója